# Crna Trava
Crna Trava (cyr. Црна Трава) – wieś w Serbii, w okręgu jablanickim, siedziba gminy Crna Trava. W 2011 roku liczyła 434 mieszkańców.